# Christoph Nytsch-Geusen
Christoph Nytsch-Geusen ist ein deutscher Ingenieur. Seit 2007 ist er Professor für Gebäudetechnik der Universität der Künste (UdK) Berlin.

## Leben
Christoph Nytsch-Geusen studierte an der Technischen Universität (TU) Berlin Technischen Umweltschutz und Energietechnik und schloss 1992 mit Diplom ab. 1995–2000 war er wissenschaftlicher Assistent am Institut für Energietechnik der TU Berlin. 2001 promovierte er zum Thema „Berechnung und Verbesserung der Energieeffizienz von Gebäuden und ihren energietechnischen Anlagen in einer objektorientierten Simulationsumgebung“ an der TU Berlin. 2007 wurde er zum Universitätsprofessor für das Fachgebiet „Versorgungsplanung und Versorgungstechnik“ am Studiengang Architektur der UdK Berlin berufen. Von 2012 bis 2021 war er in Lehre und Forschung am Zentralinstitut El Gouna der TU Berlin tätig. Von 2013 bis 2015 war er Vize-Direktor des Instituts für Architektur und Städtebau der UdK Berlin.
Er unterstützte 2010 das Team „Living Equia“ der HTW beim Wettbewerb Solar Decathlon Europe 2010. sowie 2014 das „Team Rooftop“ der UdK Berlin und TU Berlin bei der Teilnahme am Solar Decathlon Europe 2014.

## Mitgliedschaften
- Gründung und Vorstandsmitglied der deutschsprachigen Sektion der IBPSA[4]
- Wissenschaftlicher Experte für Forschungsprojekte der DFG und des Bundesministeriums für Umwelt, Naturschutz, Bau und Reaktorsicherheit
- VDI-Richtlinienausschuss 6020 „Anforderungen an Rechenverfahren zur Gebäude- und Anlagensimulation“[5]
- Tätigkeit als Energie-Sachverständiger in Architekturwettbewerben und Bauvorhaben der öffentlichen Hand (Bundesministeriums für Umwelt, Naturschutz, Bau und Reaktorsicherheit)

## Veröffentlichungen (Auswahl)
- „Berechnung und Verbesserung der Energieeffizienz von Gebäuden und ihren energietechnischen Anlagen in einer objektorientierten Simulationsumgebung“, VDI Verlag 2001, ISBN 3-18-347206-6
- „Object-oriented and structural-dynamic modeling and simulation 1“, ARGESIM, 2007, ISSN 0929-2268